# Дьяковы
Дьяковы — древние русские дворянские роды.
В Гербовник внесены две фамилии Дьяковых:
1. Потомства Якова и Степана Дьяковых, участвовавших в Новгородском походе (1495) (Герб. Часть VII. № 154).
2. Потомства кавалергарда Ивана Дьякова, введённого в дворянское достоинство (1762) (Герб. Часть I. № 106)[1].

Два рода Дьяков восходят к началу, один — к концу, XVII века и внесены в VI часть родословной книги Тульской губернии. Род Дьяковых также внесён во II и III части родословных книг Могилёвской, Московской, Тверской и Харьковской губерний.

## История рода
Дьяковы Яков и Степан, Одинцовы дети Дьякова — участники похода на Новгород (1495). Артемий Степанович — воронежский сын боярский (1520). Андрей, Фёдор и Иван Дмитриевичи владели поместьями в Тверском уезде (1539). Григорий Макарьевич Дьяков подписался (1546) на поручной записи по боярине И. В. Шереметеве. Пятидесятник Василий Дьяков владел поместьем в Полоцком уезде (1570), а Фёдор и Мокей Андреевичи, Василий Никитич в Венёвском уезде (1571). Сын боярский рязанского владыки Иван Иванович Дьяков владел поместьем в Рязанском уезде (1567), потомки коего служили Рязанскому владыке и владели поместьями и вотчинами в Рязанском уезде (1617). Фендрик и Фёдор Фёдоровичи владельцы поместий в Алексинском уезде (1585), из них Фендрик подписался в грамоте об избрании на царство Михаила Фёдоровича (1613). Фёдор Дьяков выстроил в Сибири (1598—1600) города Енисейск и Мангазея.
Дьяков Игнатий — подключник Приказа Большого дворца, принял иночество с именем Иосифа (1633), архимандрит Симонова монастыря, патриарх Московский (с 1642).
Двенадцать представителей рода владели населёнными имениями (1699).
Генерал-адъютант Пётр Николаевич Дьяков (1788—1860) — сенатор, генерал-губернатор Смоленский, Витебский и Могилевский. Из этого рода происходили вторая жена Державина, Дарья Алексеевна (1767—1842) и её сестра Мария Алексеевна (1755—1807).

## Описание гербов

#### Гербы Дьяковых 1785 г.
В Гербовнике Анисима Титовича Князева 1785 года имеется изображение двух гербов рода Дьяковых:
1) Герб Алексея Афанасьевича Дьякова (1720—1789) — бригадир, строитель зданий в Санкт-Петербурге при императрице Екатерине II: щит разделён вертикально на две части, из которых в левой части имеющей серебряное поле, изображён золотой коронованный лев, стоящий на задних лапах, обращённый вправо. В правой части, имеющей синее поле, изображена серая колонна, на которой сидит петух. Щит увенчан обычным дворянским шлемом с дворянскою короною. Щитодержатели: с правой стороны воин с копьем, одетый в панцирь. С левой стороны щита — пальмовая ветвь. Щит стоит на земле, на которой лежит старинный циркуль.
2) Герб Дьякова Алексея: в щите имеющим серебряное поле изображены два красных сердца, между которыми находится золотая стрела, обращённая остриём вниз. Щит увенчан обычным коронованным дворянским шлемом. Нашлемник: павлиньи перья натурального цвета. Справа и слева от щита изображены 8 знамён (по 4 с каждой стороны), а также пушки, ядра, трубы, барабаны, сабли.

#### Герб. Часть VII. № 154.
Герб рода Дьяковых: щит имеет малую вершину голубого цвета с изображением двух золотых шестиугольных звёзд, а нижнюю половину пространную, в которой в правом красном поле на серебряной горе находится змий, в левом серебряном поле горизонтально означена река с двумя истоками и у подошвы щита чёрный волк, бегущий в правую сторону.
Щит увенчан дворянскими шлемом и короной. Нашлемник: согбенная в серебряных латах рука с мечом. Намёт на щите голубой и красный, подложенный золотом.

#### Герб. Часть I. № 106.
Герб потомства кавалергарда Ивана Дьякова: щит разделён горизонтально на две части, имеет красное и зеленое поля, в которых изображены диагонально две зажжённые серебряные гранаты и между ними золотая флейта. Щит увенчан обыкновенным дворянским шлемом с поставленным на нём крылом красного и зеленого цвета. Намёт на щите с правой стороны красный, а с левой зелёный, подложенный серебром и золотом.

#### Герб. Часть V. № 44
Герб поручика Петра Дьякова: щит разделён крестообразно на четыре части. В первой и четвертой частях в червлёном (красном) полях стоящие на задних лапах золотые с коронами на головах львы, первый влево, а последний вправо обращённые. Во второй и третьей частях в лазуревом поле серебряные колонны с золотыми коронами, на коих натурального цвета петухи, против львов обращённые. щит украшен дворянским шлемом и короной. на коей золотой лев. Намёт: червлёный и лазоревый, подложен золотом и серебром (дата пожалования 08 августа 1847).

#### Герб. Часть XX. № 66.
Герб действительного статского советника Ипполита Дьякова: щит пересечён узким золотым поясом. В верхней, малой красной части, скачущий вправо серебряный конь. В нижней, большой чёрной части, золотая пчела, окружённая серебряной цепью. Над щитом дворянский коронованный шлем. Нашлемник — три страусовых пера: среднее — серебряное, правое — чёрное, левое — красное. Намёт справа чёрный с золотом, слева красный с серебром. Девиз «В ТРУДЕ ОТРАДА» чёрными буквами на золотой ленте.

## Известные представители
- Дьяков Василий Фендриков — воевода в Лебедяни (1619)[8], тульский городской дворянин (1627—1629).
- Дьяков Прокофий Федорович — тульский городовой дворянин (1627—1629).
- Дьяков Андрос Гаврилович — голова Тульской засеки (1673).
- Дьяков Евдоким Матвеевич — московский дворянин (1692).
- Дьяковы: Матвей Кириллович и Иван Дементьевич — стряпчие (1692)[9].
- Дьяков Семен — поручик лейб-гвардейского Измайловского полка, погиб в сражении с шведским флотом в Свенскзунде (28 июня 1790)[1].